# جمال توماس
جمال توماس (بالإنجليزية: Jamel Thomas)‏ مواليد 19 يوليو 1976 في نيويورك، نيويورك، هو لاعب كرة سلة أمريكي سابق. بدأ مسيرته الاحترافية في سنة 1999. يبلغ طوله 6 قدم 6 بوصة (2.0 م). اعتزل اللعب في 2009.

## المسيرة الاحترافية
لعب مع بوسطن سيلتكس في سنة 1999، ثم لعب مع غولدن ستايت ووريورز في موسم 1999–2000، ثم لعب مع بروكلين نتس في سنة 2001، ثم لعب مع بييلا لكرة السلة في موسم 2002–2003، ثم لعب مع تيرامو باسكت في الدوري الإيطالي في موسم 2004–2005.

## روابط خارجية
- جمال توماس على موقع إن بي أي (الإنجليزية)
- جمال توماس على موقع سبورتس رفرنس (الإنجليزية)
- جمال توماس على موقع كلية كرة السلة في سبورتس رفرنس.كوم (الإنجليزية)
- جمال توماس على موقع ريلجم (الإنجليزية)
- جمال توماس على موقع بروبوليرز (الإنجليزية)